# Малък дол
Малък дол е село в Южна България. То се намира в община Братя Даскалови, област Стара Загора.

## География
Селото е разположено върху хълмист терен.

## История
След Освобождението турското население напуска селото.

## Кухня
Зеле с ориз, сарми, ракия, мазна осмянка, зелена осмянка.